# Pālash
Pālash (persiska: پاکش, Pākash, پالش) är en ort i Iran.   Den ligger i provinsen Kerman, i den centrala delen av landet, 700 km sydost om huvudstaden Teheran. Pālash ligger 2 382 meter över havet och antalet invånare är 127.
Terrängen runt Pālash är lite bergig, och sluttar österut.Runt Pālash är det ganska glesbefolkat, med 42 invånare per kvadratkilometer. Närmaste större samhälle är Rīseh, 7,2 km söder om Pālash. Omgivningarna runt Pālash är i huvudsak ett öppet busklandskap.